# Apristurus fedorovi
Apristurus fedorovi е вид хрущялна риба от семейство Scyliorhinidae.

## Разпространение и местообитание
Видът е разпространен в Япония.
Среща се на дълбочина от 100 до 1500 m.

## Описание
На дължина достигат до 68,3 cm.